# Oleh Kajafa
Oleh Kajafa (ukrainisch Олег Каяфа; * 4. April 1989) ist ein ukrainischer Mittelstreckenläufer, der sich auf die 1500-Meter-Distanz spezialisiert hat.

## Sportliche Laufbahn
Erste internationale Erfahrungen sammelte Oleh Kajafa im Jahr 2011, als er bei den U23-Europameisterschaften in Ostrava im 800-Meter-Lauf mit 1:48,46 min in der ersten Runde ausschied und mit der ukrainischen 4-mal-400-Meter-Staffel in der Vorrunde nicht das Ziel erreichte. Im Jahr darauf erreichte er bei den Europameisterschaften in Helsinki das Halbfinale über 800 Meter und schied dort 1:49,61 min aus. Bei den Crosslauf-Europameisterschaften 2019 in Lissabon erreichte er in der Mixed-Staffel nach 19:14 min den elften Platz. Im Jahr darauf wurde er dann bei den Balkan-Hallenmeisterschaften in Istanbul in 3:51,33 min Vierter über 1500 Meter und auch 2021 gelangte er bei den Balkan-Hallenmeisterschaften ebendort nach 3:47,61 min auf Rang vier.
In den Jahren 2018 und 2020 wurde Kajafa ukrainischer Meister im 1500-Meter-Lauf im Freien sowie 2018, 2020 und 2021 auch in der Halle.

## Persönliche Bestzeiten
- 800 Meter: 1:47,35 min, 31. Mai 2011 in Jalta
  - 800 Meter (Halle): 1:49,73 min, 15. Februar 2011 in Sumy
- 1500 Meter: 3:40,31 min, 25. Juli 2014 in Kirowohrad
  - 1500 Meter (Halle): 3:45,48 min, 14. Februar 2013 in Sumy